# Stara Moza
Stara Moza (niderl. Oude Maas) – odnoga w Delcie Renu-Mozy-Skaldy, w holenderskiej prowincji Holandia Południowa. Swoje źródło bierze w pobliżu miasta Dordrecht, uchodzi w pobliżu miasta Vlaardingen, gdzie łączy się z Nową Mozą, tworząc Scheur. Całkowita długość rzeki wynosi około 30 km.